# جرالدین لیتون
جرالدین لیتون (انگلیسی: Geraldine Leyton؛ زادهٔ ۱۱ مهٔ ۱۹۸۹) بازیکن فوتبال اهل شیلی است.
وی همچنین در تیم‌های ملی فوتبال زنان شیلی بازی کرده‌است.